# Екатериновка (Саратовская область)
Екатери́новка — посёлок городского типа (с 1958 года) в России, административный центр Екатериновского района Саратовской области. 
Населённый пункт образует одноимённое муниципальное образование со статусом Екатериновского городского поселения как единственный населённый пункт в его составе. Железнодорожная станция Екатериновка Приволжской железной дороги на участке Саратов — Ртищево Рязанско-Уральского железнодорожного хода. Посёлок расположен в 145 км к северо-западу от областного центра города Саратова.

## История
Село основано в 1871 году переселенцами из села Екатериновка (ныне в черте города Кривой Рог) Екатеринославской губернии Новороссии в связи со строительством железной дороги Москва — Саратов как станция Екатериновка (названа по имени деревни, находившейся в трёх верстах, ныне деревня Малая Екатериновка).
С 1958 года посёлок городского типа.

### Герб
Герб Екатериновского муниципального района представляет собой чёрный щит с девятью ржаными колосьями в три вертикальных ряда по всему полю щита, в верхнем левом углу воспроизведена вольная часть (четырехугольник, изнутри примыкающий к краю щита) с геральдической композицией щита Герба Саратовской области (стерляди в лазоревом поле).
Чёрный фон герба символизирует основное богатство Екатериновского района — чернозём, ржаные колосья — славу и гордость крестьянского труда. В целом композиция показывает неразрывную связь труда и земли благодатного края екатериновских хлеборобов.

## Население
| 1939  | 1959  | 1970  | 1979  | 1989  | 2002  | 2009  | 2010  | 2011  |
| ----- | ----- | ----- | ----- | ----- | ----- | ----- | ----- | ----- |
| 4361  | ↗5707 | ↗6868 | ↘5924 | ↗6722 | ↘6483 | ↗6537 | ↘6364 | ↘6358 |
| 2012  | 2013  | 2014  | 2015  | 2016  | 2017  | 2018  | 2019  | 2020  |
| ↘6272 | ↘6221 | ↘6135 | ↘6071 | ↘5995 | ↘5974 | ↘5892 | ↘5795 | ↘5753 |
| 2021  |       |       |       |       |       |       |       |       |
| ↗5817 |       |       |       |       |       |       |       |       |

## Промышленность
- Крупяной завод;
- маслозавод;
- два крупных элеватора;

## Печатные издания
| Логотип | Название и описание издания |
| ------- | --- |
|         | Слава труду — официальная газета Екатериновского муниципального района, отражает мнение районных властей. Первый номер вышел 22 февраля 1930 года. Тираж — 2969 (на 8 декабря 2007). Периодичность — 1 раз в неделю (суббота). Тематика публикаций: освещение поселковых и районных новостей, сельскохозяйственной тематики и экономики, новостей сферы образования и здравоохранения, криминальных новостей, событий культурной и спортивной жизни посёлка и района, вопросов юридической и социальной сфер, аналитика и комментарии. |